# Бартонг
Бартонг (пол. Bartąg, нім. Bertung) — село в Польщі, у гміні Ставігуда Ольштинського повіту Вармінсько-Мазурського воєводства.
Населення — 858 осіб (2011).

## Демографія
Демографічна структура станом на 31 березня 2011 року:
|          | Загалом | Допрацездатний вік | Працездатний вік | Постпрацездатний вік |
| -------- | ------- | ------------------ | ---------------- | -------------------- |
| Чоловіки | 410     | 76                 | 307              | 27                   |
| Жінки    | 448     | 106                | 287              | 55                   |
| Разом    | 858     | 182                | 594              | 82                   |